# مريديث دين
مريديث دين (بالإنجليزية: Meredith Deane)‏ هي ممثلة أمريكية، ولدت في 9 أغسطس 1989 في نيويورك في الولايات المتحدة.

## وصلات خارجية
- مريديث دين على موقع IMDb (الإنجليزية)
- مريديث دين على موقع قاعدة بيانات الفيلم (الإنجليزية)